# William Rutter Dawes
William Rutter Dawes, angleški astronom, * 19. marec 1799, † 15. februar 1868.
1. 1 2  SNAC — 2010.